# Kulturpreis der Stadt Feldkirch
Der Kulturpreis der Stadt Feldkirch wird seit 1984 von der Stadt Feldkirch in Vorarlberg (Österreich) verliehen.
Der Kulturpreis wurde in Erinnerung an den Kulturreferenten der Stadt Feldkirch Helmut Futscher gestiftet.

## Preisträger
- 1985 Christian Futscher[1]
- 1986 Edgar Leissing[2]
- 1993 Andreas Breuss
- 2002 Johanna Doderer
- 2009 Hanno Metzler[3]
- 2011 Harald Gfader[4]
- 2013 poolbar-Festival[5]